# Nerio II Acciaioli
Nerio II Acciaioli (1416-1451) fue el duque de Atenas, en dos ocasiones: desde 1435 hasta 1439 y nuevamente desde 1441 hasta 1451. Fue miembro de la familia Acciaioli de Florencia, hijo de Francesco Acciaioli, señor de Sykaminon. Su gobierno fue contemporáneo con un renovado filohelenismo italiano y los intereses correspondientes en las  antigüedades y la lengua griega. Nerio no solo hablaba griego de forma natural, sino que también era dueño de los monumentos más famosos del mundo helénico en su capital de Atenas.
Nerio llegó a Grecia en 1419, después de la muerte de su padre, cuando solo tenía tres años de edad. Fue nombrado heredero de su tío Antonio I de Atenas, pero a su muerte en 1435, Nerio tuvo que luchar contra la viuda de su tío, María Melissena, y Jorge Calcocondilas por el trono ducal. Nerio fue apoyado por Murad II, el sultán otomano, contra el griego Constantino Paleólogo, déspota de Morea. Después de asegurar su posición con la ayuda turca, fue destituido por las intrigas de su hermano Antonio II y expulsado de la Acrópolis. Su inveterado enemigo personal, el cronista Laónico Calcocondilas, venenosamente lo denigra como "afeminado".
Nerio volvió al poder en 1441, después de pasar unos años en Florencia. Inmediatamente expulsó a la viuda de su hermano, María Zorzi. Es probable que Nerio estuviera presente cuando el emperador bizantino Juan VIII Paleólogo hizo una proclamación del catolicismo en el Duomo de Florencia el 6 de julio de 1439. En 1444, Nerio entró en guerra contra los turcos al lado de Constantino, pero llegó a un acuerdo con los otomanos. Luego perdió con Constantino Tebas y se vio obligado a pagarle tributo y convertirse en su vasallo. En 1446, Murad ayudó a Nerio a volver a tomar Tebas para los latinos. A su muerte, fue sucedido por su hijo Francesco bajo la regencia de su viuda Clara Zorzi.